# Кананеа (муниципалитет)
Кананеа (исп. Cananea) — муниципалитет в Мексике, штат Сонора, с административным центром в городе Эройка-Сьюдад-де-Кананеа. Численность населения, по данным переписи 2020 года, составила 39 451 человек.

## Общие сведения
Название Cananea с языка индейцев апачи можно перевести как — конина.
Площадь муниципалитета равна 2316,2 км², что составляет 1,3 % от площади штата, а наиболее высоко расположенное поселение Рафаэль-Майторена, находится на высоте 1663 метра.
Он граничит с другими муниципалитетами Соноры: на севере с Нако, на востоке с Фронтерасом, на юге с Бакоачи и Ариспе, на западе с Имурисом и Санта-Крусом.

## Учреждение и состав
Муниципалитет был образован 31 октября 1901 года, по данным 2020 года в его состав входит 62 населённых пункта, самые крупные из которых:
| Код INEGI                  | Населённый пункт | Численность населения (2005 год) | Численность населения (2010 год) | Численность населения (2020 год) |
| -------------------------- | --- | -------------------------------- | -------------------------------- | -------------------------------- |
| 019                        | Всего | 32157                            | 32936                            | 39451                            |
| 0001                       | Эройка-Сьюдад-де-Кананеа (исп. Heroica Ciudad de Cananea) 30°58′58″ с. ш. 110°18′06″ з. д. (административный центр) | 31067                            | 31560                            | 38113                            |
| 0020                       | Куитака (исп. Cuitaca) 31°00′19″ с. ш. 110°29′31″ з. д.                                                             | 223                              | 424                              | 364                              |
| 0026                       | Эмилиано-Сапата (исп. Emiliano Zapata) 31°01′56″ с. ш. 110°10′02″ з. д.                                             | 185                              | 155                              | 272                              |
| 0032                       | Игнасио-Сарагоса (Ла-Меса) (исп. Ignacio Zaragoza (La Mesa)) 31°05′05″ с. ш. 110°06′28″ з. д.                       | 174                              | 266                              | 206                              |
| 0068                       | Висенте-Герреро (исп. Vicente Guerrero) 30°58′50″ с. ш. 110°28′15″ з. д.                                            | 168                              | 217                              | 193                              |
| 0034                       | Хосе-Мария-Морелос-и-Павон (исп. José María Morelos y Pavón (Sauceda)) 31°12′52″ с. ш. 110°13′29″ з. д.             | 100                              | 116                              | 76                               |
| —                          | Прочие | 240                              | 198                              | 227                              |
| Названия на карте Генштаба | |                                  |                                  |                                  |

## Экономическая деятельность
По статистическим данным 2000 года, работоспособное население занято по секторам экономики в следующих пропорциях:
- сельское хозяйство, скотоводство и рыбная ловля — 4,2 %;
- промышленность и строительство — 43,3 %;
- торговля, сферы услуг и туризма — 50,3 %;
- безработные — 2,2 %.

## Инфраструктура
По статистическим данным 2020 года, инфраструктура развита следующим образом:
- электрификация: 99,4 %;
- водоснабжение: 98,7 %;
- водоотведение: 99,5 %.